# Baia d'Antongil
La baia d'Antongil (in lingua malgascia: keeles Helodranon' Antongila, in lingua francese: baie d'Antongil)  è una vasta insenatura dell'oceano Indiano in corrispondenza della costa nord-orientale del Madagascar.

## Geografia
È la più vasta baia del Madagascar. Situata nella parte settentrionale della costa orientale dell'isola, si estende per 60 miglia di lunghezza e 30 di larghezza, venendo limitata a est dalla penisola di Masoala. Al suo interno sorge l'isola di Nosy Mangabe. 
Dal punto di vista amministrativo fa capo alla provincia di Toamasina. Nella sua parte più interna si trova il porto di  Maroantsetra.

## Storia
La baia d'Antongil fu un'importante area del commercio degli schiavi a sud-ovest dell'Oceano Indiano fino alla seconda metà del XVIII secolo, data dopo la quale la tratta degli schiavi cominciò a declinare.

Nella seconda metà del XVIII secolo l'avventuriero Beniowski (1746–1786), recatosi in Madagascar per conto di Luigi XV di Francia, pose nella baia d'Antongil la sua base operativa: vi fondò un dominio francese con capitale Louisbourg, poi fu nominato «re» (in lingua malgascia: Ampansacabe) dagli indigeni del Madagascar; il suo regno fu rovesciato tuttavia dagli stessi francesi e Beniowski venne infine ucciso nella sua colonia durante uno scontro con un distaccamento francese.